# Okhotsk (train)
Pour les articles homonymes, voir Okhotsk (homonymie).
L'Okhotsk (オホーツク) est un train express existant au Japon et exploité par la compagnie JR Hokkaido, qui relie la ville de Sapporo à celle d'Abashiri. Son nom fait référence à la mer d'Okhotsk.

## Gares desservies
L'Okhotsk  circule de la gare de Sapporo à la gare d'Abashiri en empruntant les lignes Hakodate, Sōya et Sekihoku.
| Nom des gares |
| ------------- |
| Sapporo       |
| Iwamizawa     |
| Bibai*        |
| Sunagawa*     |
| Takikawa      |
| Fukagawa      |
| Asahikawa     |
| Kamikawa      |
| Shirataki     |
| Maruseppu     |
| Engaru        |
| Ikutahara     |
| Rubeshibe     |
| Kitami        |
| Bihoro        |
| Memambetsu    |
| Abashiri      |

Les gares marquées d'un astérisque ne sont pas desservies par tous les trains. 

## Matériel roulant
Les services Okhotsk sont effectués par des rames séries KiHa 283. Dans le passé, ils ont été effectués par les séries KiHa 80 et KiHa 183.

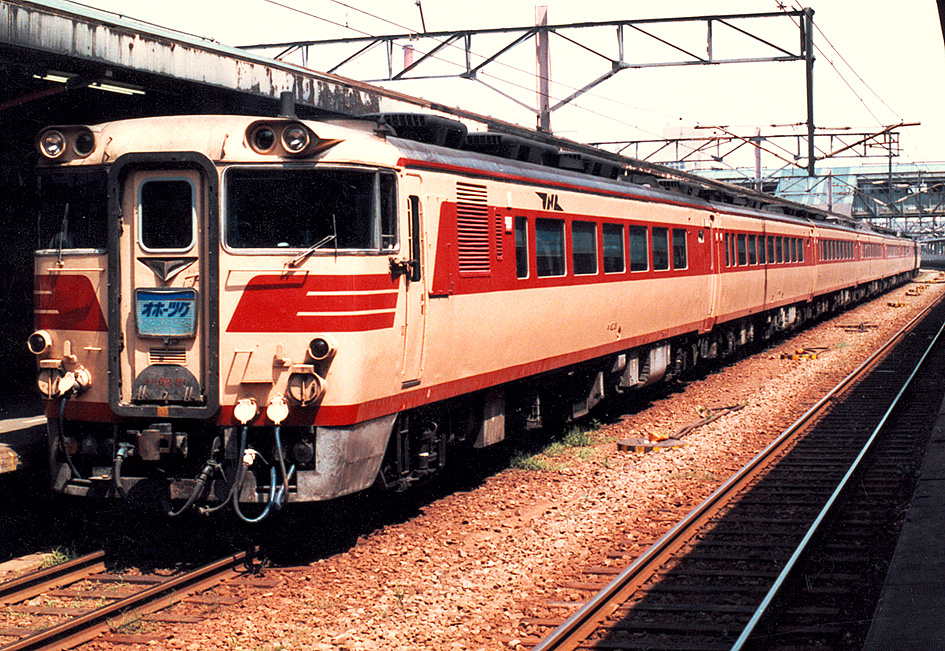
Série KiHa 80
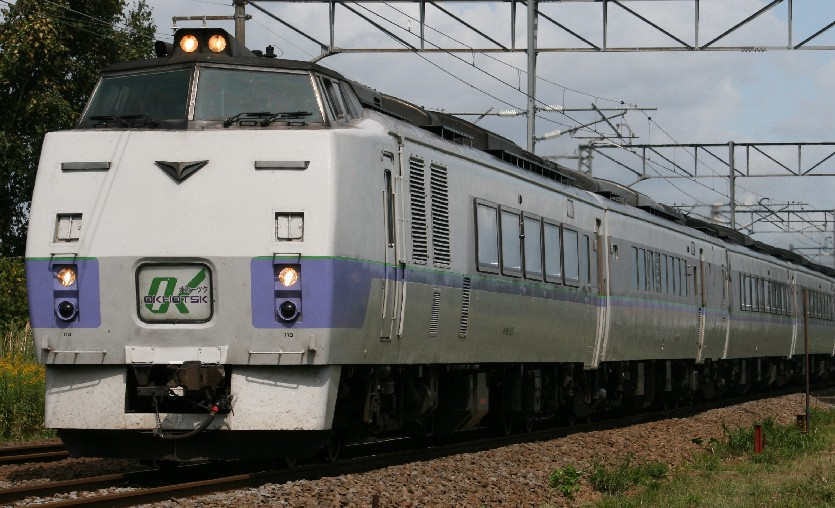
Série KiHa 183
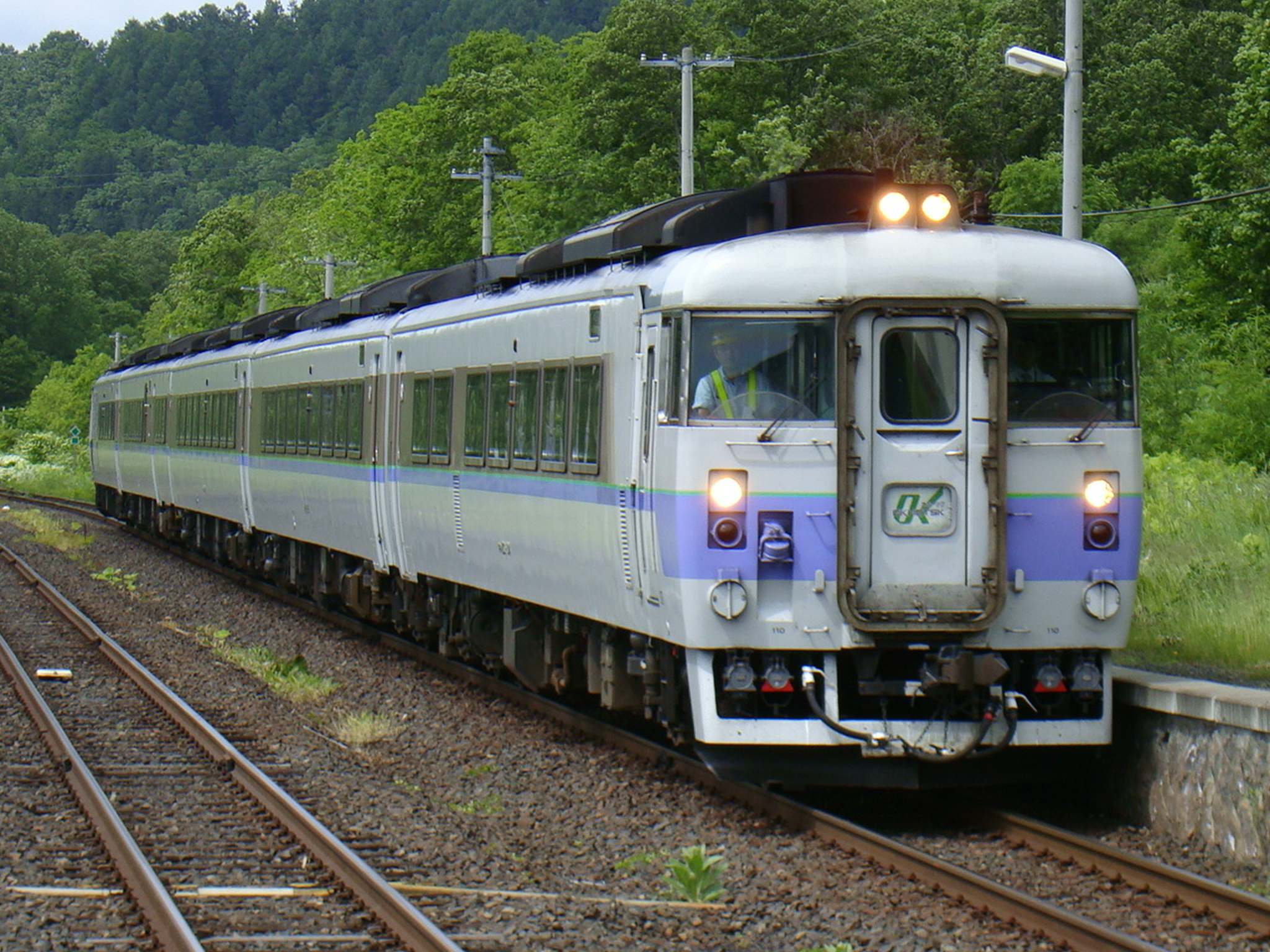
Série KiHa 183

## Composition des rames
- Série KiHa 283[1]:

| N° de voiture | 1       | 2       | 3           |
| Classe        | Réservé | Réservé | Non réservé |